# 음성역
음성역(Eumseong station, 陰城驛)은 충청북도 음성군 음성읍에 있는 충북선의 기차역이다. 음성읍의 중심지에서 약 2km 떨어져 있어 상대적으로 여객취급보다는 화물취급이 주로 이루어진다.

## 연혁
- 1928년 12월 25일 : 보통역으로 영업 개시
- 1980년 3월 12일 : 신 역사 이전(음성읍 오성동→음성읍 평곡리) 영업
- 1991년 1월 1일 :  소화물 취급 중지
- 2010년 3월 31일 : 충북선 누리로 개통으로 운행 개시
- 2012년 9월 17일 : 누리로 운행 종료
- 2014년 5월 1일 : 충북종단열차 개통으로 운행 개시
- 2015년 12월 31일 : 충북선 누리로 재운행
- 2016년 12월 9일 : 누리로 운행 종료
- 2018년 7월 1일 : 충북선 1281,1282열차 누리로 운행 개시

### 승강장
| ↑증평           |
| ４３ \| ２１ \| |
| 주덕↓           |

| 1 | 충북선 | 무궁화호 | 사용하지 않음    |
| 2 | 충북선 | 무궁화호 | 충주 · 제천 방면 |
| 3 | 충북선 | 무궁화호 | 대전 · 서울 방면 |
| 4 | 충북선 | 무궁화호 | 사용하지 않음    |

## 인접한 역
| 충북선         | 충북선        | 충북선         |
| -------------- | ------------- | -------------- |
| 증평 대전 방면 | 무궁화 충북선 | 주덕 제천 방면 |